# Cheongok-dong
Cheongok-dong (koreanska: 천곡동) är en stadsdel i staden Donghae i  provinsen Gangwon i den nordöstra delen av Sydkorea,  190 km öster om huvudstaden Seoul.
I Cheongok-dong ligger Donghaes stadshus.